# コミック表現の自由を守る会
コミック表現の自由を守る会（コミックひょうげんのじゆうをまもるかい）は、かつて存在した漫画表現の法規制に反対する団体。

## 基本的立場
1. 出版・表現・流通に何らかの関わりを持つ者なら誰でも自由に参加できることとする。
2. コミックの性表現等については、今後積極的に論議していくこととする。
3. 表現を法的に規制したり、行政・警察が取り締まることに対しては反対していく。

## 世話人

### 漫画家
- 石ノ森章太郎
- 里中満智子
- さいとう・たかを
- ちばてつや
- 牧野圭一
- 山本直樹
- 柴門ふみ
- 石坂啓
- 片山雅博
- 藤子不二雄Ⓐ
- 松本零士
- 永井豪
- いしかわじゅん

### 編集者ほか
- 山野勝（講談社）
- 白井勝也（小学館）
- 角南攻（集英社）
- 平河内公平（集英社）
- 山路則隆（集英社）
- 高橋克章（スコラ）
- 江坂満（中央公論社）
- 外崎吾郎（光文社）
- 原田陽明（秋田書店）
- 筧悟（少年画報社）
- 大内都紀夫（日本文芸社）
- 東道郎（日本文芸社）
- 本多健治（双葉社）

- 伊藤皓夫（芳文社）
- 五味川隆（リイド社）
- 中村俊一（実業之日本社）
- 松坂博（文藝春秋）
- 青木誠一郎（角川書店）
- 倉田幸雄（学習研究社）
- 牧原大一郎（ワニマガジン社）
- 矢崎泰夫（日本出版社）
- 篠田博之（創出版）
- 南端利晴（漫画専門店「わんだーらんど」）
- 原孝夫（スピーチ・バルーン）
- 村上知彦（コミック評論家）

会への参加は個人参加が原則となっているため、所属企業を代表しているわけではない。

## 書籍
- 誌外戦 コミック規制をめぐるバトルロイヤル（1993年9月、創出版、ISBN 4-924718-08-4、ISBN 978-4-924718-08-1）
  - ちばてつやによる書き下ろし漫画については#外部リンクを参照。
- 差別表現に関するマンガ家アンケート（1994年7月）